# إسحاق برايتون
إسحاق برايتون هو سياسي أمريكي، ولد في 1801 في نانتوكيت في الولايات المتحدة، وتوفي في 1885. انتخب عضو مجلس نواب أوهايو ‏ وانتخب عضو مجلس نواب ماساتشوستس ‏.